# Amphoe Takua Thung

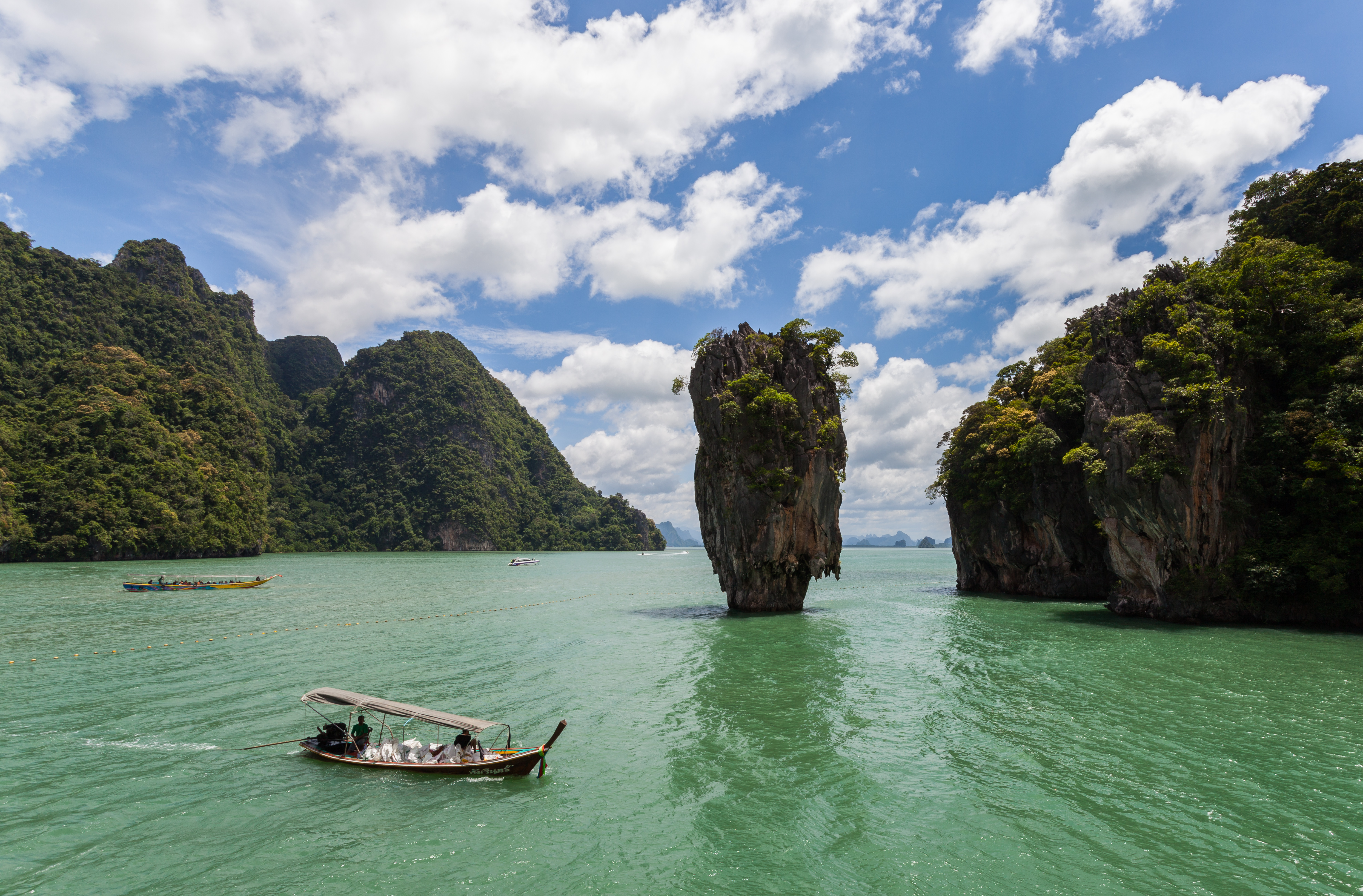
Khao Ta-Pu, „James-Bond-Felsen“

Amphoe Takua Thung (thailändisch อำเภอ ตะกั่วทุ่ง) ist ein Landkreis (Amphoe – Verwaltungs-Distrikt) in der Provinz Phang Nga. Die Provinz Phang Nga liegt im Nordwesten der Südregion von Thailand.

## Geographie
Benachbarte Landkreise und Gebiete sind (von Norden im Uhrzeigersinn): Amphoe Thai Mueang und Amphoe Mueang Phang Nga, der Provinz Phang Nga. Im Südwesten liegt die Bucht von Phang Nga (Phang Nga Bay), im Süden – getrennt durch die Straße von Pak Phra (Pak Phra strait) – liegt Amphoe Thalang der Provinz Phuket. Nach Westen befindet sich die Andamanensee.
Das Naturschutzgebiet Namtok Raman (Namtok Raman Forest Park) schützt etwa 0,2 km² um einen landschaftlich reizvollen Wasserfall (Thai: namtok). Das Gebiet wurde am 26. Oktober 1983 eingerichtet. Der größte Teil der Küste zur Bucht von Phang Nga liegt im Nationalpark Ao Phang Nga.

## Geschichte
Mueang Takua Thung ist ebenso wie Phang Nga und Takua Pa eine alte Stadt. Die alte Verwaltung befand sich in Ban Khai, Tambon Bang Thong, im Amphoe Thai Mueang. Als 1894 burmesische Truppen Mueang Takua Pa angegriffen hatten, waren Thalang und Takua Thung die nächsten Ziele. Daher verlegten die Einwohner von Takua Thung die Verwaltung nach Tambon Kra Som, wo es sich noch heute befindet.
Takua Thung wurde 1899 zu einem Teil der Provinz Phang Nga herabgestuft.

## Sehenswürdigkeiten

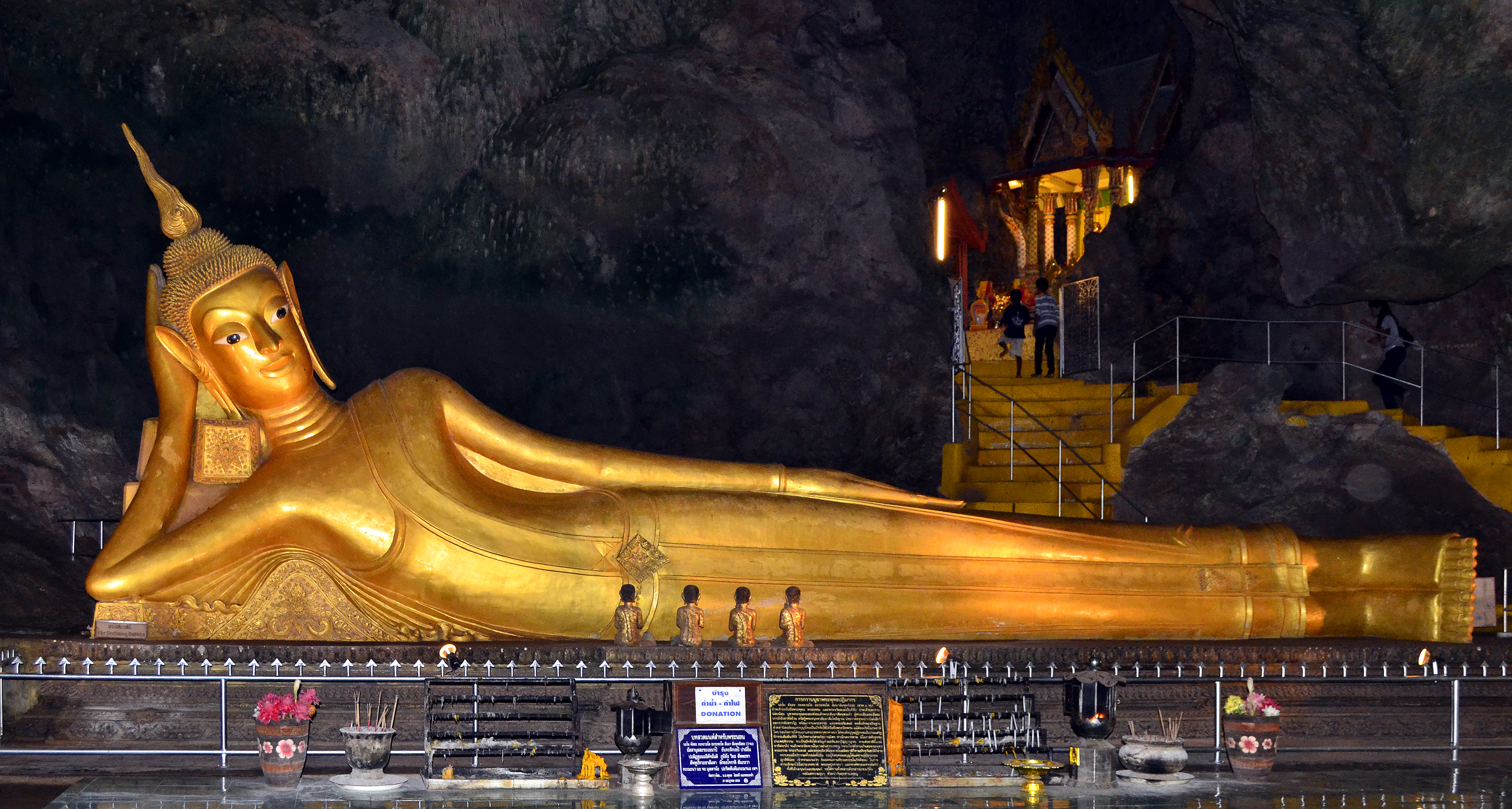
Statue des liegenden Buddha, Wat Suwannakhuha

- Naturerlebnis – Landschaft und Küste der Bucht von Phang Nga
- James-Bond-Insel:  Auf dem Landweg von Phuket nach Krabi, nördlich um die Phang Nga Bay, liegt die Stadt Phang Nga auf der Mitte der Strecke. Tour-Veranstalter bieten hier Bootsfahrten zu den Inseln des Flussdeltas an. Zentrum des touristischen Interesses ist der Khao Phing Kan, die Insel mit dem markanten Felsfinger, die am Ende des James-Bond-Films Der Mann mit dem goldenen Colt gesprengt wird und im Meer versinkt, heute aber immer noch zu besichtigen ist. Die Insel liegt im Nationalpark Ao Phang-nga.[1]
- Der wichtigste buddhistische Tempel (Wat) des Landkreises ist der Wat Suwannakhuha, der auch als Wat Tham (wörtl. Höhlentempel) bekannt ist, da es im Tempelbereich zahlreiche Höhlen gibt. In der größten von ihnen befinden sich neben Stalagmiten und Stalaktiten zahlreiche Buddha-Bildnisse.

## Verwaltung

### Provinzverwaltung
Amphoe Takua Thung ist in sieben Unterbezirke (Tambon) eingeteilt, welche weiter in 68 Dorfgemeinschaften (Muban) unterteilt sind.
| \| Nr. \| Name \| Thai \| Muban \| Einw.[2] \| \| --- \| ------------ \| -------- \| ----- \| -------- \| \| 1. \| Tham \| ถ้ำ \| 9 \| 3.695 \| \| 2. \| Krasom \| กระโสม \| 8 \| 6.053 \| \| 3. \| Kalai \| กะไหล \| 12 \| 6.007 \| \| 4. \| Tha Yu \| ท่าอยู่ \| 7 \| 3.529 \| \| 5. \| Lo Yung \| หล่อยูง \| 10 \| 6.268 \| \| 6. \| Khok Kloi \| โคกกลอย \| 14 \| 12.258 \| \| 7. \| Khlong Khian \| คลองเคียน \| 8 \| 5.012 \| |              |          |       |        |
| Nr. | Name         | Thai     | Muban | Einw.  |
| 1. | Tham         | ถ้ำ       | 9     | 3.695  |
| 2. | Krasom       | กระโสม   | 8     | 6.053  |
| 3. | Kalai        | กะไหล    | 12    | 6.007  |
| 4. | Tha Yu       | ท่าอยู่     | 7     | 3.529  |
| 5. | Lo Yung      | หล่อยูง    | 10    | 6.268  |
| 6. | Khok Kloi    | โคกกลอย  | 14    | 12.258 |
| 7. | Khlong Khian | คลองเคียน | 8     | 5.012  |

### Lokalverwaltung
Es gibt zwei Kleinstädte (Thesaban Tambon) im Landkreis:
- Krasom (เทศบาลตำบลกระโสม) besteht aus Teilen des Tambon Krasom,
- Khok Kloi (เทศบาลตำบลโคกกลอย) besteht aus Teilen des Tambon Khok Kloi.

Außerdem gibt es sieben „Tambon-Verwaltungsorganisationen“ (TAO, องค์การบริหารส่วนตำบล) für die Tambon oder die Teile von Tambon im Landkreis, die zu keiner Stadt gehören.